# Duplicariella phyllodoces
Duplicariella phyllodoces — вид грибів, що належить до монотипового роду Duplicariella.

## Поширення та середовище існування
Знайдений на мертвих листках Phyllodoce coerulea у Швеції.